# یانکی‌تاون (ویرجینیا)
یانکی‌تاون (به انگلیسی: Yankeetown) یک منطقهٔ مسکونی در ایالات متحده آمریکا است که در شهرستان راکینگهام، ویرجینیا واقع شده‌است.